# 五筆字型入力方法
五筆字型入力方法（ごひつじけいにゅうりょくほうほう、英語: Wubi method）はコンピューターおよび携帯電話などに使用される中国語入力システムのひとつで、漢字の字形によって入力するところに特徴がある。文字をその構成要素である字根に分割し、各字根を初画の筆形（筆画の形状）によって5種類に分類した五筆によってキーボードに配置していること、および文字の構造である字型を利用しているためにその名がある。

## 歴史
中国河南省南陽地区の科学委員である王永民は、1978年以来中国語における漢字の頻度や入力方法を研究発表していたが、1982年に河南省の科学委員会の重要研究項目として認められた。彼は1983年に河南省の省都・鄭州市において、「五筆字型入力方法」を発表し、このため「五筆」はしばしば彼の名を冠して「王碼」（Wangma、碼はコードの意味）とも呼ばれる。 

## バージョン
五筆字型入力方法には86版・98版・新世紀版の3つのバージョンがある。新しい版はGBKに対応したり字根が改良されたりしているが、最初の版に慣れている人が多く、現在も86版が広く使われている。
五筆字型より簡単な、五筆のみを使用した入力方法もある。これを五筆画と呼ぶ。五筆画ではテンキーの1から5をそれぞれ五筆に割り当て、0で決定する。たとえば「五」は「横・竪・折・横」なので「12510」で「五」が入力できる。打鍵数は多くなるが覚えやすいという長所がある。

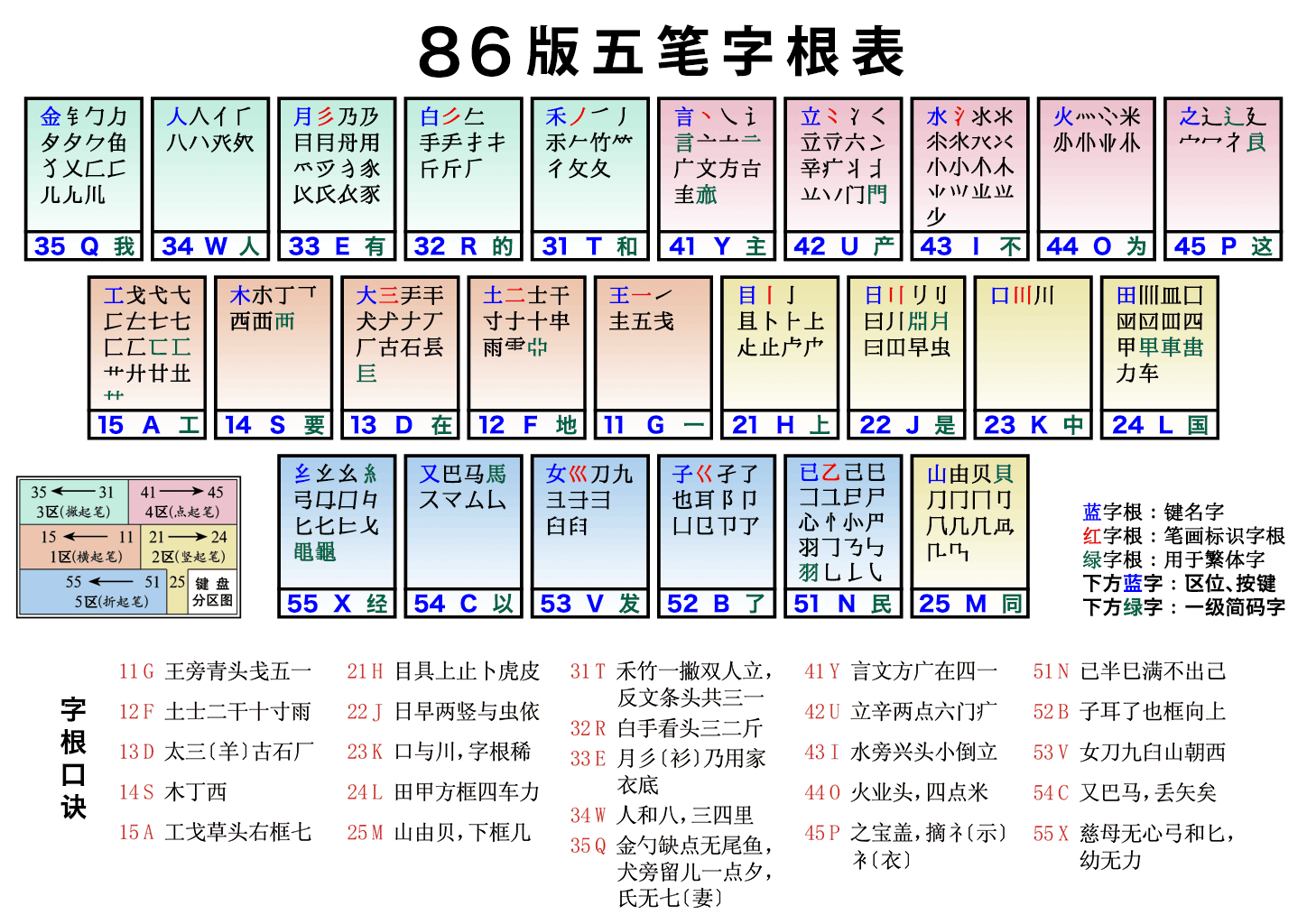
86版五筆字根の図表

## 中国語入力の実際
五筆字型入力方法では、キーボードのAからYまでを筆画によって5つの区に分けている。
- 第1群：横棒（一）、GFDSAキーへ配置
- 第2群：縦棒（丨）、 HJKLMキーへ配置
- 第3群：左払い（丿）、TREWQキーへ配置
- 第4群：点（丶）、YUIOPキーへ配置
- 第5群：鉤（フ）、NBVCXキーへ配置

各キーにはその筆画で始まる（例外あり）125種類（86版の場合）の字根が割り当てられている。キーは25しかないため、ひとつのキーに多数の字根が割り当てられることになる。同じキーに割り当てられる字根のうちの代表となるひとつを鍵名と呼ぶ。
字根そのものを入力するには：
1. 鍵名そのものを入力するには対応するキーを4回繰り返して打鍵する。例：「言」はYYYY[4]
2. 1画しかない字根（一丨丿丶乙）を入力するには2回繰り返して打鍵し、そのあとにLを2回打鍵する。例：「乙」はNNLL[5]（ただし「一」は後述の一級簡碼でも入力できる）
3. それ以外の字根を入力するには字根そのものを打鍵したあと、文字の第一・二・末画を打鍵する。例：「三」はDGGG[6]

字根以外の文字を入力するには文字を字根に分解して、その組み合わせを入力する。例えば「信」は「人言」（WY）、「基」は「廾三八土」(ADWF)のように分解する。字根が5つ以上に分解される場合は第一・二・三字根と最後の字根のみを取って4打で入力する。
2ないし3打で入力できる字では、その後に最終画の筆画の種類、および文字の構造が左右型・上下型・それ以外のどれであるか（これを字型と呼び、五筆字型の名の由来になっている）を示す識別碼と呼ばれる1打を加えることになっている。ただし現在の実装では途中まで入力したところで選択肢が出るので、識別碼まで入力する必要のないことが多い。
打鍵数を節約するために、簡碼という短縮コードが定義されている。一級簡碼は1打で打てる文字で、通常の打鍵とは無関係に、頻度の高い25字が定義されている。二級簡碼は通常の打鍵の先頭の2打だけで打てるもの、三級簡碼は先頭の3打だけで打てるものを言うが、一級簡碼以外は現在の実装では途中まで入力したところで選択肢が出るので、覚える必要は少ない。
携帯電話用には、テンキーの1に「一」、2に「丨」、3に「丿」、4に「丶」、5に「フ」が置かれている。テンキーによる入力方式では字根を使用せず、筆画のみを使う。

## 実装
Windows 8.1以降では標準で五筆字型入力のIMEをサポートしている。Windows 7までは鄭碼という別の字形入力法をサポートしていたが、権利問題が発生したために Windows 8 以降ではサポートしなくなった。
macOSでは五筆字型入力を「Wubi Xing」（五筆型）と呼ぶ。ほかにテンキーで筆画を入力する「Wubi Hua」（五筆画）があったが、のちに「筆画」に改名された。
Google、捜狗、百度なども五筆字型入力を提供している。